# Steve Shelley

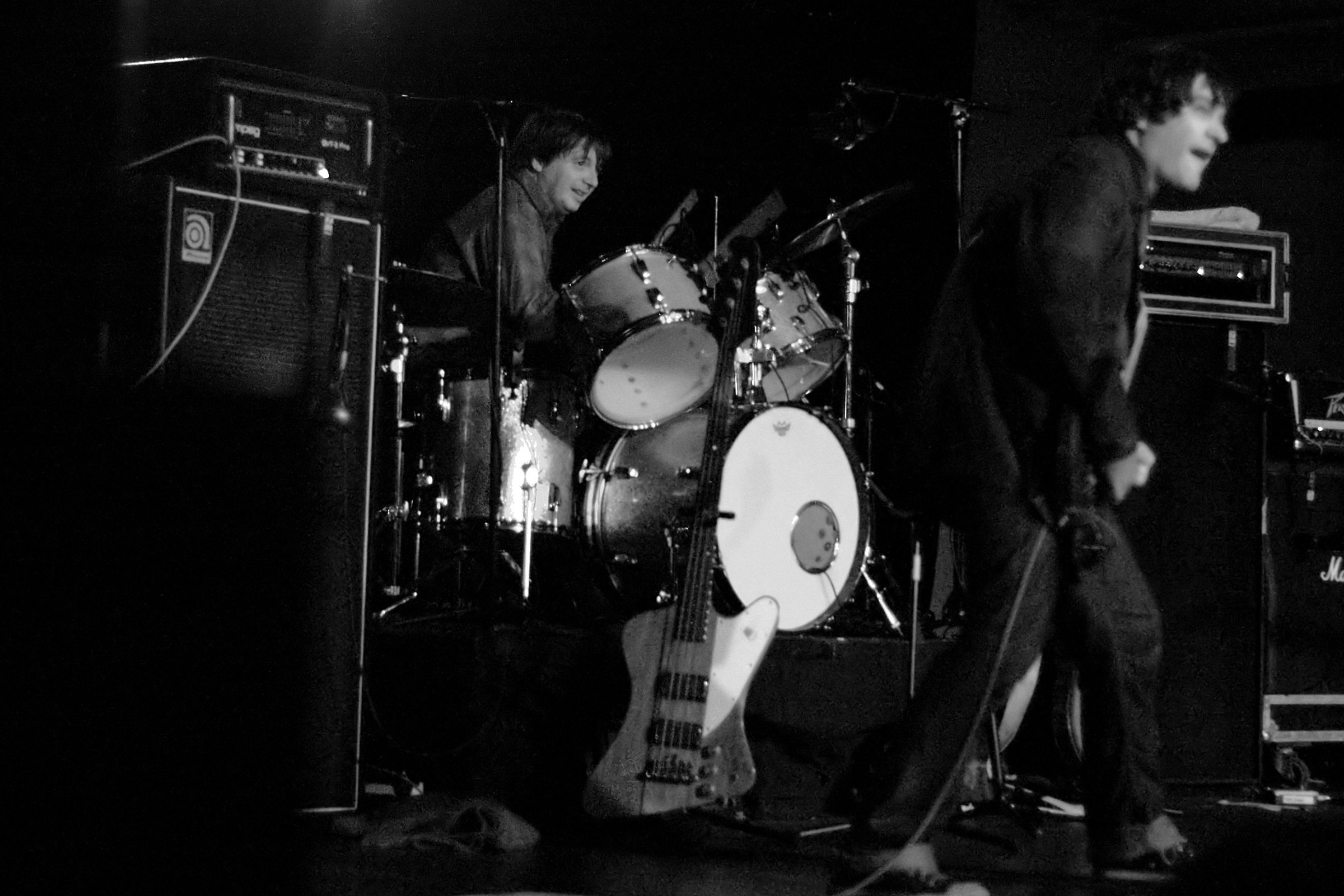
Steve Shelley, a la izquierda, en un concierto de Sonic Youth en Estocolmo en el año 2005.

Steve Jay Shelley (Midland, Míchigan, 23 de junio de 1963) es un músico estadounidense conocido por ser el baterista del grupo Sonic Youth.

## Biografía
Formó parte de la formación original de la banda de punk Crucifucks. Tras dejarla en 1985 se mudó a Manhattan y alquiló el apartamento de Thurston Moore y Kim Gordon, miembros de Sonic Youth, mientras la banda estaba en Europa. Cuando volvieron, lo ficharon como baterista sin hacer ninguna audición,reemplazando a Bob Bert.
En 1995 fundó su propia discográfica independiente Smells Like Records con sede en Hoboken, New Jersey, en la que ha producido a bandas como Blonde Redhead, Cat Power, The Raincoats y The Rondelles. Junto con su amigo Tim Foljahn, ayudó a lanzar la carrera de Cat Power, colaborando en la batería en sus primeros tres álbumes.